# La Savina
La Savina (span.: La Sabina) ist ein spanischer Hafenort mit 761 Einwohnern (2011). Der Ort hat den größten Hafen von Formentera. 
Über ihn wird der Personen- und Frachtverkehr von und nach Ibiza abgewickelt. Schnellfähren (Katamarane) bewältigen die Überfahrt in ca. 25 Minuten.

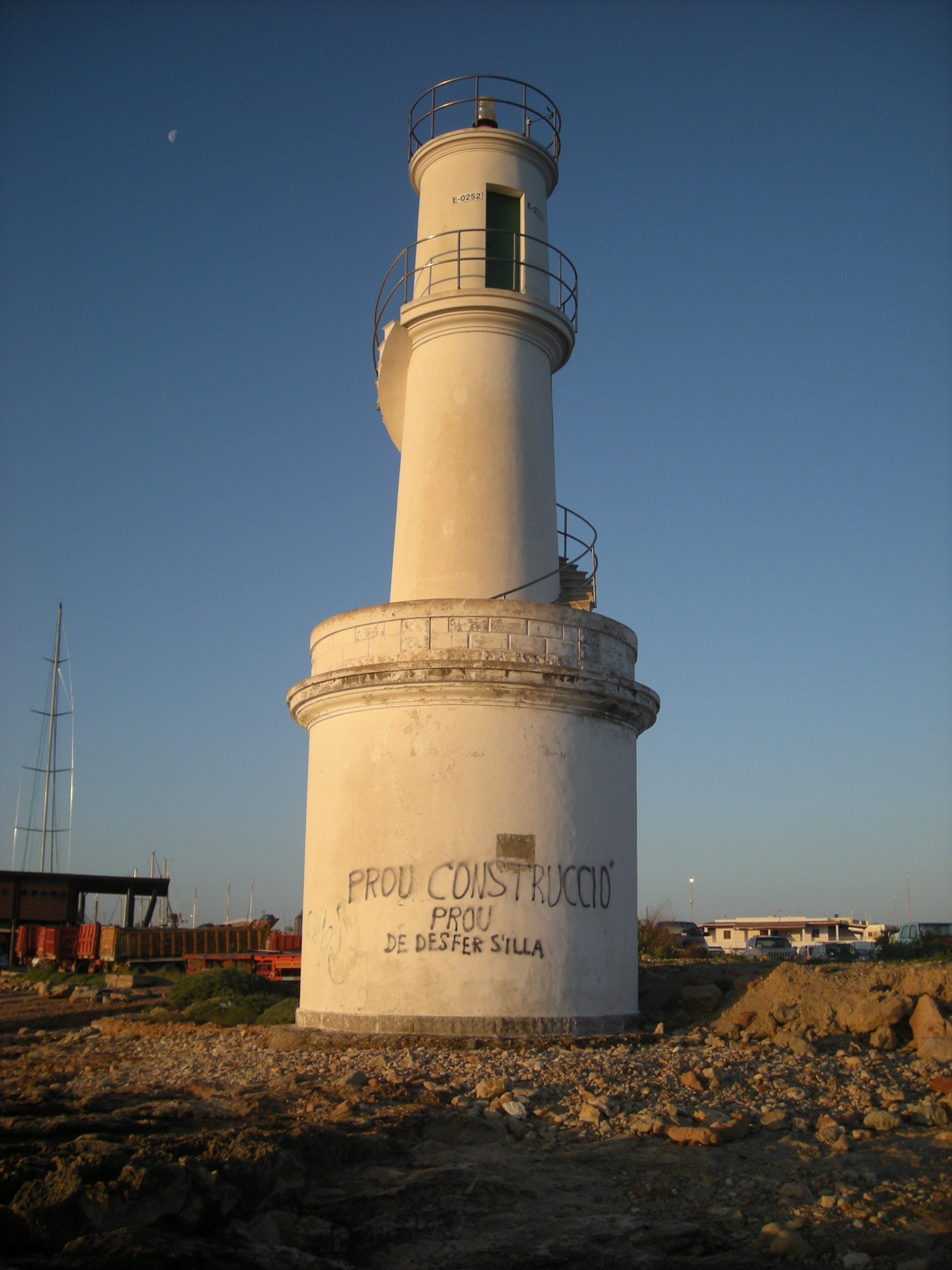
Far de la Savina (Leuchtturm).